# Onze-Lieve-Vrouwekerk (Nieuwkerke)

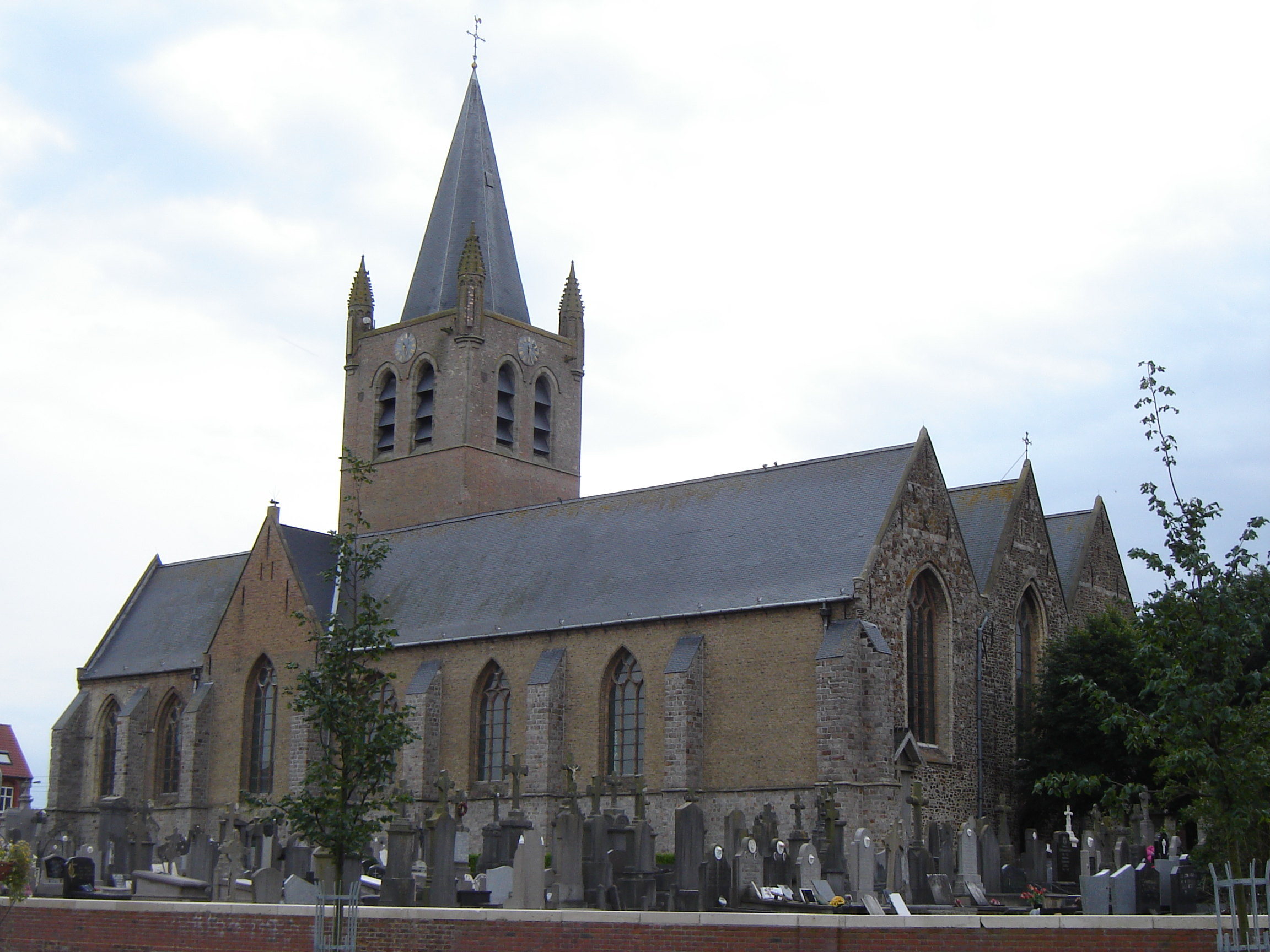
Onze-Lieve-Vrouwekerk

De Onze-Lieve-Vrouwekerk is de parochiekerk van de tot de West-Vlaamse gemeente Heuvelland behorende plaats Nieuwkerke, gelegen aan Markt 80.

## Geschiedenis
Aanvankelijk stond hier een kapel die in 1080 tot parochiekerk werd verheven. Het betrof een romaans bouwwerk met vieringtoren, opgetrokken in ijzerzandsteen. Later werd dit gebouw door een laatgotische bakstenen kerk vervangen. In 1582 echter werd de kerk tijdens de godsdiensttwisten verwoest. In 1608 was de kerk weer hersteld. In de toren trof men het jaartal 1592 aan en in het schip het jaartal 1683. De kerk werd verwoest tijdens de Eerste Wereldoorlog.
Onder leiding van Jozef Viérin werd de kerk in 1922-1923 hersteld, voornamelijk naar model van de laatgotische voorganger. Hierbij werden ook oudere muurgedeelten geïntegreerd, waaronder ook delen in ijzerzandsteen.

## Gebouw
Het betreft een neogotische bakstenen driebeukige hallenkerk met vieringtoren en transept, gebouwd in gele baksteen en ijzerzandsteen. De vierkante toren met naaldspits heeft vier hoektorentjes.
Het schip wordt overwelfd door een houten spitstongewelf. Op de kruising is een kruisribgewelf.
De kerk bezit een houten kruisbeeld van omstreeks 1600.